# Paraschoepite
La paraschoepite è un minerale.